# Anstandsdame
Eine Anstandsdame, veraltet auch der Chaperon und die Duenja, war bis in die erste Hälfte des 20. Jahrhunderts eine ältere Dame, die einer jüngeren unverheirateten Frau zugesellt wurde, um das im Rahmen von Anstand und Etikette moralisch integre Verhalten ihres Schützlings sicherzustellen – insbesondere bei Annäherungsversuchen, Begegnungen und Treffen mit männlichen Personen.
Aufgrund ihrer Aufpasserfunktion bei einem Stelldichein wurde sie von jungen Menschen bald ironisch auch als „Anstandswauwau“ bezeichnet. Heutzutage bezeichnet man als Anstandswauwau jegliche Begleitperson, die – tatsächlich oder vermeintlich – die Rolle eines moralischen Aufpassers spielen soll.
Eine bekannte Anstandsdame ist Charlotte Bartlett in dem Roman Zimmer mit Aussicht von Edward Morgan Forster sowie in dem gleichnamigen, nach diesem Roman gedrehten Film von James Ivory. Sie verkörpert den Typus auch deshalb perfekt, weil sie das, was sie zu verhindern trachtet, durch ihre Maßnahmen erst recht bewirkt.
Die bekannteste Komödie, die um das Fehlen und die Notwendigkeit einer Anstandsdame kreist, ist Charleys Tante von Brandon Thomas. Die schottische Schriftstellerin Joan Lingard verfasste 1978 das Jugendbuch The Gooseberry (auch als Odd Girl Out veröffentlicht), das auf Deutsch 1991 unter dem Namen Der Anstandswauwau erschien.
Im englischen Sprachraum werden Chaperones heute weithin eingesetzt, um sowohl im schulischen als auch im außercurriculären Bereich Lehrer, Trainer, Gruppenleiter usw. immer dann zu entlasten, wenn die gewöhnlichen Örtlichkeiten verlassen und z. B. Fahrten oder Ausflüge unternommen werden, sodass ein erhöhter Bedarf an Ansprech- und Aufsichtspersonen entsteht. Auch auf von der Schule organisierten Tanzveranstaltungen werden Chaperones eingesetzt, etwa um gegebenenfalls zu unterbinden, dass dort geraucht oder Alkohol getrunken wird. Die Chaperones rekrutieren sich auf freiwilliger Basis und unbezahlt aus der Elternschaft.